# Koncepcja „stronniczego” polityka
Koncepcja „stronniczego” polityka („partisan” politician) – teoria głosząca, że każda partia polityczna przywiązuje różną wagę do poszczególnych celów ekonomicznych z przyczyn ideologicznych lub ponieważ reprezentuje różne interesy i różne grupy społeczne. 
W danej sytuacji poszczególne partie będą proponować odmienne rozwiązania nawet wówczas, gdy dysponują identycznymi informacjami. Zmiana partii znajdującej się u władzy wpływa zatem na zmianę polityki gospodarczej prowadzonej przez państwo, co powoduje powstanie cyklu koniunkturalnego, który, zważywszy na jego polityczne przyczyny, możemy określać mianem „politycznego”.